# Neptis woodlarkiana
Neptis woodlarkiana är en fjärilsart som beskrevs av Xavier Montrouzier 1856. Neptis woodlarkiana ingår i släktet Neptis och familjen praktfjärilar. Inga underarter finns listade i Catalogue of Life.